# Zhang Junzhao
Zhang Junzhao (xinès simplificat: 张军钊) (Pequín 1952 - Dalian 2018), guionista i director de cinema xinès. Va ser un dels primers membres destacats de la denominada Cinquena Generació de cineastes xinesos.

## Biografia
Zhang Junzhao va néixer a Pequín (Xina) l'octubre de l'any 1952. Durant la Revolució Cultural es va allistar a l'Exèrcit Popular d'Alliberament on i va passar cinc anys a Xinjiang. El 1974 va ser desmobilitzat però va romandre a Ürümchi on va dirigir obres teatrals de propaganda.
A partir de les reformes impulsades de Deng Xiaoping va poder entrar a estudiar a l'Acadèmia de Cinema de Pequín, on va coincidir amb altres alumnes com Zhang Yimou, Chen Kaige o Tian Zhuangzhuang.que més tard serien membres destacats de la Cinquena Generació. El 1982 va ser assignat al Guanxi Studio a Nanning on va arribar a ocupar el càrrec de sotsdirector.
El 1983 Zhang va descobrir el guió de "Un i vuit", que havia estat adaptat del poema líric de Guo Xiaochuan (郭小川) pel el guionista Zhang Ziliang (张子良), que era de Xi'an. Va ser l'oportunitat per rodar la seva primera pel·lícula. En la filmació hi van participar els seus companys a l’Acadèmia, Zhang Yimou i Xiao Feng per la fotografia i He Qun en la direcció artística; tots havien coincidit a Guanxi.
Durant la seva trajectòria com a director Zhang va conrear estils molts diversos, com el realisme socialista, pel·lícules bèl·liques, el genere psicològic, fins a opcions purament de caràcter comercial. També va tenir una activitat important en el món de la televisió.
El 1989 va ingressar a l'Associació de Cinema de la Xina i a l'Associació de Directors de Cinema.
Va morir a Dalian el 9 de juny de 2018.

## Filmografia

### Cinema
| Any  | Títol anglès                            | Títol xinès  | Notes |
| ---- | --------------------------------------- | ------------ | --- |
| 1983 | One and Eight                           | 一个和八个   | Seleccionada a la secció "La història secreta del cinema asiàtic" de la 62a Mostra Internacional de Cinema de Venècia.      |
| 1984 | Come on, China !                        | 加油－中国队 | Pel·lícula sobre l'equip femení xinès de voleibol que va participar al campionat mundial.                                   |
| 1985 | The Loner                               | 孤独的谋杀者 | |
| 1987 | The Sinning Arc (Arc Light)             | 弧光         | Basada en un conte de Xu Xiaobin i protagonitzada per Bai Ling. Seleccionada al Festival Internacional de Cinema de Moscou. |
| 1990 | Defying Death                           | 上、下部     | |
| 1991 | Blood From Mother's Hand (Taipei Women) | 台北女人     | Protagonitzada per Li Qiang                                                                                                 |
| 1991 | Three Daring Daughters                  | 花姊妹风流债 | Protagonitzada per Jia Hongsheng i Qu Ying                                                                                  |
| 1993 | Flower Sisters Merry Debt               |              | |

### Televisió
| Any  | Títol anglès                         | Títol xinès    | Notes      |
| ---- | ------------------------------------ | -------------- | ---------- |
| 1982 | Road                                 | 路             |            |
| 1986 | Green Song                           | 绿之歌         |            |
| 1987 | Love burns on summer nights          | 爱在夏夜里燃烧 |            |
| 1990 | Between Life and Death               | 生死之间       |            |
| 1995 | Li Zhenghai                          | 李正海         |            |
| 1997 | Five million dollars is yours        | 伍千万美金归你 |            |
| 2000 | Red spider                           | 红蜘蛛         | Documental |
| 2001 | Windy season                         | 花季有风       |            |
| 2002 | Exquisite girl                       | 玲珑女         |            |
| 2007 | Starscream 4 Fallen Angels           |                |            |
| 2008 | Fuzhou International Kidnapping Case | 福州国际绑架案 |            |